# Emma B. Alrich
Emma Eldridge (Condado de Cape May, 4 de abril de 1845-Cawker City, Kansas, 15 de diciembre de 1925), más conocida como Emma B. Alrich, fue una periodista, autora y profesora estadounidense.

## Primeros años y educación
Emma Eldridge nació en el Condado de Cape May, el 4 de abril de 1845. A los doce años, se unió a la Iglesia Bautista y comenzó a escribir para el periódico del condado.
En 1862, ingresó a la Escuela Normal del Estado (ahora colegio de Nueva Jersey) en Trenton, Nueva Jersey, y salió durante seis meses a mitad del curso para ganar dinero. Se graduó en junio de 1864, como mejor estudiante de su clase.

## Carrera

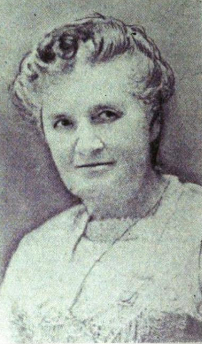
Emma B. Alrich en una publicación de 1922.

Alrich comenzó a trabajar en una escuela de verano inmediatamente después de su graduación. El 13 de febrero de 1886, se casó con Levi L. Alrich, que había ganado laureles como la Caballería de Baker, de la 71a Infantería de Pensilvania. Sus primeros dos años de vida de casada los pasó en Filadelfia, Pensilvania. En 1876, abrieron nuevas posibilidades y la pareja se estableció en Cawker City, Kansas. Allí, nuevamente enseñó en la escuela, fue la primera mujer en el condado de Mitchell para tomar el certificado de grado más alto, y la única mujer en ese momento que se desempeñó como superintendente de las escuelas de la ciudad. Ella apoyaba las reuniones de maestros, las reuniones sociales de la iglesia, una biblioteca pública y los club de mujeres.
En 1883, la mala salud de su esposo obligó a un cambio en los negocios. Compró Free Press y cambió su nombre a Registro Público . Todo el trabajo de la oficina fue realizado por su familia. Además de su trabajo periodístico, sirvió dos años en la junta de examinadores de maestros. Ella fue una de las cuarenta que organizaron el Cuerpo Nacional de Socorro de la Mujer, una de las tres que fundaron el Club de la Biblioteca Hesperian de la Mujer, y fue la fundadora de la Asociación de la Prensa de la Mujer de Kansas . Alrich tenía poco tiempo para el trabajo puramente literario. Murió el 15 de diciembre de 1925, en Cawker City, y fue enterrada en el cementerio de Prairie Grove.